# منتخب الأرجنتين تحت 19 سنة للكريكت
منتخب الأرجنتين تحت 19 سنة للكريكت (بالإنجليزية: Argentina Under-19 cricket team) هو ممثل الأرجنتين الرسمي في المنافسات الدولية في الكريكت
.